# Giải bóng đá vô địch quốc gia Tajikistan 2005
Giải bóng đá vô địch quốc gia Tajikistan là giải bóng đá cao nhất của Liên đoàn bóng đá Tajikistan, thành lập năm 1992. Đây là thống kê của Giải bóng đá vô địch quốc gia Tajikistan mùa giải 2005.

## Bảng xếp hạng
| VT | Đội                      | ST | T  | H | B  | BT | BB | HS  | Đ  |
| -- | ------------------------ | -- | -- | - | -- | -- | -- | --- | -- |
| 1  | Vakhsh Qurghonteppa (C)  | 18 | 15 | 2 | 1  | 41 | 12 | +29 | 47 |
| 2  | Regar-TadAZ              | 18 | 13 | 3 | 2  | 46 | 9  | +37 | 42 |
| 3  | Aviator Bobojon Ghafurov | 18 | 10 | 4 | 4  | 38 | 20 | +18 | 34 |
| 4  | CSKA Dushanbe            | 18 | 9  | 1 | 8  | 31 | 23 | +8  | 28 |
| 5  | Khujand                  | 18 | 8  | 3 | 7  | 28 | 19 | +9  | 27 |
| 6  | Hima Dushanbe            | 18 | 6  | 5 | 7  | 29 | 29 | 0   | 23 |
| 7  | CSKA Pamir Dushanbe      | 18 | 5  | 4 | 9  | 30 | 36 | −6  | 19 |
| 8  | Ansol Kulob              | 18 | 4  | 5 | 9  | 21 | 29 | −8  | 17 |
| 9  | Saroy-Kamar              | 18 | 3  | 2 | 13 | 18 | 55 | −37 | 11 |
| 10 | Danghara (R)             | 18 | 2  | 1 | 15 | 11 | 61 | −50 | 7  |

## Vua phá lưới
| Thứ hạng | Cầu thủ            | Câu lạc bộ          | Bàn thắng |
| -------- | ------------------ | ------------------- | --------- |
| 1        | Akhtam Khamrakulov | Vakhsh Qurghonteppa | 12        |
| 1        | Nazir Rizomov      | Vakhsh Qurghonteppa | 12        |
| 3        | Sukhrob Khamidov   | Regar-TadAZ         | 11        |